# 6821 Ranevskaya
6821 Ranevskaya (1986 SZ1) là một tiểu hành tinh vành đai chính được phát hiện ngày 29 tháng 9 năm 1986 bởi L. G. Karachkina ở Nauchnyj.